# La Montaña de Gemas
La Montaña de Gemas (Гора самоцветов en V. O., transl.: Gora Samotsvetov) es una serie televisiva de animación rusa inspirada en los cuentos populares del país.
Cada episodio, de trece minutos de duración, presenta un estilo de animación diferente.

## Producción
La producción, considerada de las más complejas en la historia la animación rusa, comenzó en 2004 en los estudios Pilot bajo la dirección de Alexander Tatarsky con la colaboración de la Agencia Federal de Cultura y Cinematografía. En agosto de 2007 se habían estrenado 34 episodios, y para finales del año siguiente se planearon otros 52, aunque en un principio iban a ser un total de cien.
De acuerdo con Lev Bubnenkov, uno de los productores del estudio, "tras la caída de la Unión Soviética empezó a llegar en masa producciones extranjeras, por lo que los niños sabían perfectamente quienes eran Mickey Mouse y Los Simpson, por lo que decidimos darles a conocer nuestra cultura."

## Estreno
La presentación de la serie tuvo lugar el 4 de febrero de 2005 en el X Festival de Cine de Animación de Súzdal.
Posteriormente la serie pasaría a ser emitida en Perviy Kanal a partir de 2005 hasta 2011, y después en el canal temático infantil Karusel.

### Índices de audiencia
De acuerdo con la compañía TNS-Global (antes: Gallup Media), fue el programa infantil más visto durante la semana del 8 al 14 de mayo de 2006 superando a Eralash y Spokoinoy nochi, malyshi con datos de audiencia del 27,1%.
En cuanto al código de autorregulación, se le otorgó la calificación de +0 (espacio recomendado para la infancia).